# 아시아영화진흥기구
아시아영화진흥기구 (아시아映畫振興機構; The Network for the Promotion of Asian Cinema, 줄여서 NETPAC 또는 넷팩)는 29개 국가로 구성된 국제 조직이다. 1990년 뉴델리에서 열린 아시아 영화 단체에 대한 회의의 결과로 설립되었다.
일부 국제 영화제에서 아시아 영화를 진흥하기 위해 넷팩상을 시상하기도 한다.

## 넷팩상 수상작

### 2011년
- 부산국제영화제, 《돼지의 왕》 (연상호, 대한민국)

### 2019년
- 부산국제영화제, 《남매의 여름밤》 (윤단비, 대한민국)
- 바르샤바 국제 영화제, 《이장》 (정승오, 대한민국)